# Dunas de Corralejo e Isla de Lobos
Dunas de Corralejo e Isla de Lobos este o arie protejată (arie de protecție specială avifaunistică — SPA) din Spania întinsă pe o suprafață de 3.184,48 ha, integral pe uscat.

## Localizare
Centrul sitului Dunas de Corralejo e Isla de Lobos este situat la coordonatele 28°41′23″N 13°50′35″W / 28.6898°N 13.8431°V.

## Înființare
Situl Dunas de Corralejo e Isla de Lobos a fost declarat arie de protecție specială avifaunistică în octombrie 2022 pentru a proteja 17 specii de animale.

## Biodiversitate
Situată în ecoregiunea , aria protejată nu include niciun habitat protejat.
La baza desemnării sitului se află mai multe specii protejate de  păsări (17): Bucanetes githagineus, Bulweria bulwerii, pasărea ogorului (Burhinus oedicnemus), Calonectris borealis, prundăraș de sărătură (Charadrius alexandrinus), Chlamydotis undulata, Cursorius cursor, piciorong (Himantopus himantopus), Hydrobates castro, Hydrobates pelagicus, vultur egiptean (Neophron percnopterus), vultur pescar (Pandion haliaetus), Pterocles orientalis, Puffinus lherminieri, Saxicola dacotiae, chiră de baltă (Sterna hirundo), turturică (Streptopelia turtur).